# Логунов, Валентин Иванович
Валентин Иванович Логунов (16 августа 1927, Чуевка, Воронежская губерния — 1 декабря 2006, Воронеж) — советский, российский историк и педагог; доктор исторических наук (1971), профессор (1972).

## Биография
Валентин Иванович Логунов родился 16 августа 1927 года в селе Чуевка (ныне — часть Добринки, Липецкая область).
В 1950 г. окончил исторический факультет Воронежского педагогического института. С 1954 г. — на кафедре истории КПСС Воронежского сельскохозяйственного института: ассистент, старший преподаватель, доцент, профессор кафедры, в 1958—1973 гг. — заведующий кафедрой.
В 1973—1979 гг. — ректор Воронежского государственного педагогического института. В 1979—1996 гг. вновь заведовал кафедрой истории КПСС (с 1991 — кафедра истории Отечества) Воронежского сельскохозяйственного института. Одновременно в 1974—1994 гг. был председателем правления областной организации Всероссийского общества любителей книги.
В 1996—2005 гг. — профессор кафедры истории Отечества Воронежского аграрного университета, с января 2005 г. и до конца жизни — заведующий кафедрой общегуманитарных дисциплин Воронежского филиала Российского государственного социального университета.

## Научная деятельность

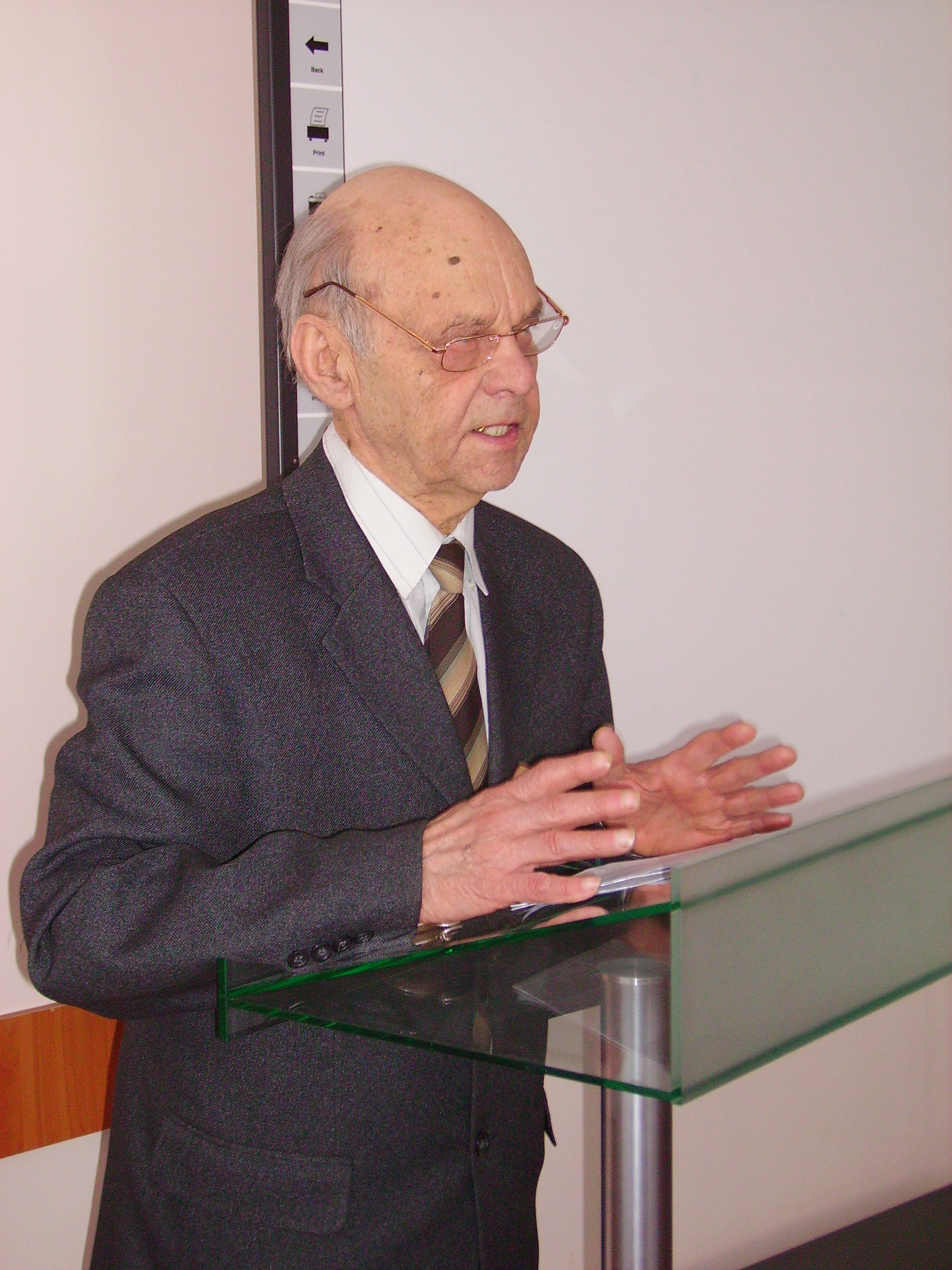
В. И. Логунов выступает на научной конференции

Исследовал историю крестьянства и аграрных отношений в Центральном Черноземье, историю высшего образования в Воронеже.
Автор более 150 научных работ.

### Избранные труды
- Глухов А. А., Логунов В. И. Сельское хозяйство Воронежской области за 50 лет. — Воронеж: Коммуна, 1967. — 32 с. — 2000 экз.
- Аграрная история России и современность // Аграрная реформа России в условиях формирования рыночных отношений: теория и практика: Тез.докл. — Б.м., 1995.
- Логунов В. И. Аграрная программа большевиков в первой русской революции : (Матер. к семинарским занятиям). — Воронеж, 1956. — 40 с. — 1000 экз.
- Логунов В. И. Воронежская организация КПСС в период восстановления народного хозяйства. — Воронеж: Кн. изд-во, 1958. — 46 с. — 4000 экз.
- Изменение социальной структуры советской деревни (1917—1937 гг.) (1967)
- Историография крестьянства Центрального Черноземья 1917—1980 гг. (1980)
- История русской культуры с древнейших времен до XVII века : Учебное пособие для студентов высших учебных заведений. — 1997. (в соавторстве)
- Логунов В. И. Колхозное движение в Воронежской губернии в годы, предшествующие сплошной коллективизации (1917—1929 гг.) : Автореф. дис… канд. ист. наук. — Воронеж, 1953. — 20 с. — 100 экз.
- Логунов В. И. Коммунистическая партия — организатор восстановления народного хозяйства Центрального Черноземья (1921—1927 гг.) : Автореф. дис… д-ра ист. наук. — Воронеж, 1970. — 63 с.
- Логунов В. И. КПСС — организатор восстановления народного хозяйства Центрального Черноземья 1921—1927 гг. — Воронеж: Изд-во Воронежского ун-та, 1970. — 294 с. — 7000 экз.
- Край наш Воронежский : К 50-летию образования области: О соц.-экон. достижениях в развитии Воронежской области, о претворении в жизнь ленинских заветов / Под ред. В. И. Зарубина, В. И. Логунова, В. П. Загоровского и [др.] — Воронеж: Центр.-Чернозем. кн. изд-во, 1985. — 511 с.
- Логунов В. И. [и др.] История России и мировая цивилизация : Учеб.пособие / Под ред. С. И. Филоненко. — Воронеж : Б.и., 1997. — 344 с. — ISBN 5-7267-0110-0.
- Логунов В. И., Савушкин Л. М., Рыбалкин А. И. Политические партии России первой четверти XX века/ — Воронеж: Истоки, 1992. — 70 с.
- Шевченко В. Е. [и др.] Первый вуз Центрального Черноземья России : К 90-летию Воронеж. гос. аграр. ун-та им. К. Д. Глинки. — Воронеж: Кварта, 2002. — 509 с.

## Награды
- Орден Трудового Красного Знамени
- Орден «Знак Почёта»
- Медаль «За доблестный труд. В ознаменование 100-летия со дня рождения Владимира Ильича Ленина»
- Медаль «Ветеран труда»
- Отличник народного просвещения СССР (1977)
- Заслуженный работник культуры РСФСР (1993)[1].